# 川内町 (愛媛県)
川内町（かわうちちょう）は、愛媛県の東部にかつて存在した町。温泉郡に属した。

## 地理
愛媛県のほぼ中央、松山平野の東部に位置した。

## 歴史
- 1889年12月15日 - 町村制施行に伴い、久米郡川上村（かわかみむら）・下浮穴郡三内村（みうちむら）・周敷郡桜樹村（さくらぎむら）が成立。
- 1897年4月1日 - 郡の統合に伴い川上村・三内村が温泉郡、桜樹村が周桑郡の所属となる。
- 1955年4月25日 - 川上村・三内村が合併し、温泉郡川内村（かわうちむら）となる。
- 1955年7月20日 - 桜樹村が周桑郡中川村（なかがわむら）と合併し、改めて周桑郡中川村（なかがわむら）となる。
- 1956年9月1日
  - 川内村が中川村の一部（大字滑川、大字明河のうち字九騎及び字海上。いずれも旧桜樹村域）を編入のうえ町制施行し、温泉郡川内町となる。
  - 中川村の残部は他町村と合併して周桑郡丹原町（現：西条市）を新設。
- 1956年9月30日 - 丹原町大字明河字塩獄（塩岳）を川内町に編入。
- 1958年4月15日 - 川上・三内・松瀬川・滑川中学校の統合により川内中学校開校[1]。
- 1960年 - 伊予鉄バス川内営業所開設。
- 1967年 - 道前道後平野水利開発事業完成。
- 1968年 - 松下寿電子工業松山工場操業。
- 1976年 - 町章・町木・町花・町民憲章を制定。
- 1977年 - 川内町森林組合発足。
- 1978年 - 中央公民館落成。
- 1982年 - 見奈良大橋竣工。
- 1994年 - 松山自動車道川内インターチェンジ開設。
- 1998年 - ふるさと交流館さくらの湯開設。
- 2001年 - 合併住民ケートを実施。
- 2002年 - 川内町長、重信町との合併意志表示、議会もこれを支持。
- 2003年 - 法定重信町川内町合併協議会設立。
- 2004年9月21日 - 重信町と合併して東温市が発足。合併時の人口は約3万5000人。

## 町政
「川内」の自治体名は一般公募によって決められたもので、旧川上村の「川」と旧三内村の「内」をとり、さらに重信川本流以東の川の内にある地勢から採用された。
役場位置は1955年の川内村発足当初は旧川上村役場（北方2277番地）にあったが、翌年9月に南方286番地に庁舎を新築して移転した。2001年度末に建てられた3階建ての庁舎別館は東温市川内支所として現存している。

## 教育
中学校
- 町立川内中学校

小学校
- 町立川上小学校
  - 町立松瀬川小学校（川上小学校に統合）
- 町立東谷小学校
  - 町立滑川小学校（東谷小学校に統合）
- 町立西谷小学校

その他
- 愛媛十全医療学院

## 交通

### バス
- 伊予鉄バス川内バスターミナル

### 鉄道
町内に鉄道はない。

### 道路
高速道路
松山自動車道
町内にあるインターチェンジ：川内インターチェンジ
国道
国道11号、国道494号
県道
愛媛県道23号伊予川内線
愛媛県道210号美川川内線
愛媛県道334号松山川内線

## 名所・旧跡・観光スポット・祭事・催事
文化財
- 三島神社本殿（則之内、国の重要文化財）
- 医王寺本堂内厨子（北方、国の重要文化財）
- 除ケの堰堤（山之内、国の登録有形文化財）

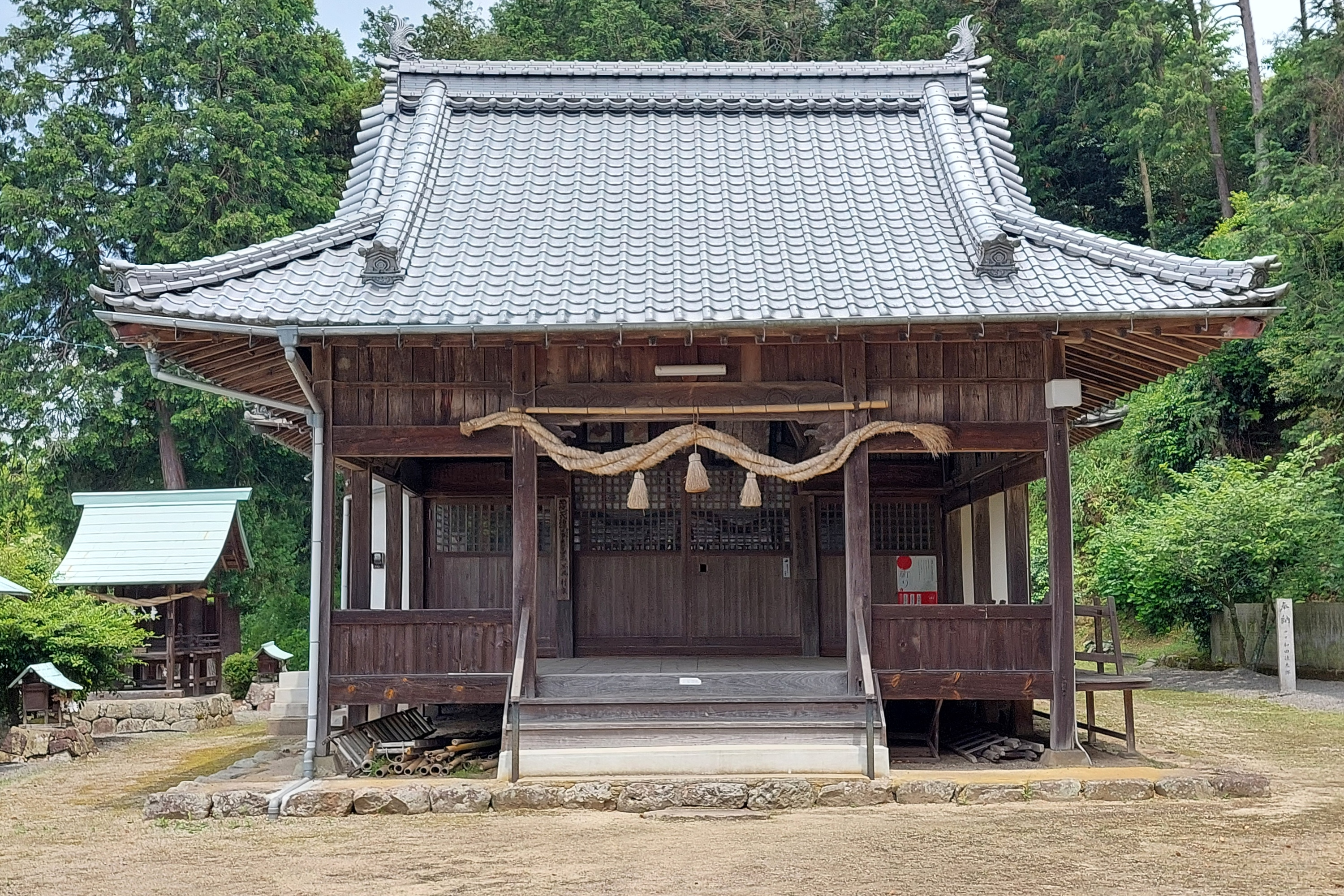
三島神社本殿

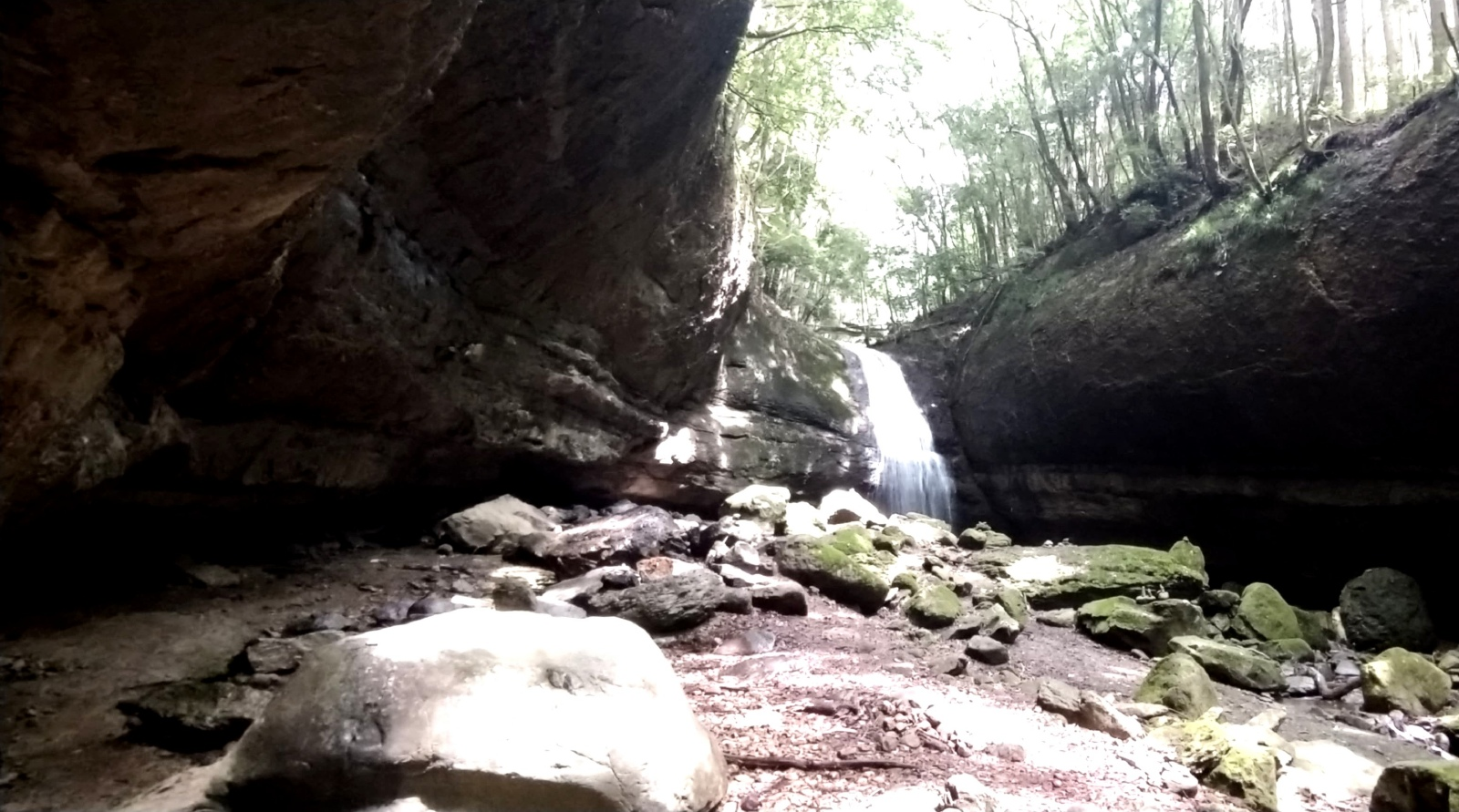
滑川渓谷 奥の滝

- オキチモズク発生地（吉久、国の天然記念物）

温泉
- ふるさと交流館さくらの湯

観光地・名所旧跡
- 塩ヶ森ふるさと公園
- 白猪の滝
- 唐岬の滝
- 滑川渓谷

## 著名出身者
- 河野通猷（亮蔵、1840年生） ‐ 初代函館税関長[5]。南方村生まれ。旧松山藩士、明治2年外国官御用掛として函館府御用掛心得となり、開拓少主典、同権大主典を経て、明治4年大学出仕となり米国留学、明治7年帰国し、大蔵省租税寮八等出仕、神戸税関勤務、明治8年大鳥圭介、川路寛堂とタイ王国出張、租税寮七等出仕、函館税関長就任、明治10年大蔵権少書記官、明治14年長崎税関長、会計検査院書記官を経て明治28年依頼免官。正五位に叙す[6]。